# Der Weg zurück (Film)
Der Weg zurück (Originaltitel: Tutti a casa) ist eine italienisch-französische Filmsatire, die Luigi Comencini 1960 inszenierte. Die aufwändige Produktion gehört zu den Filmen der Commedia all’italiana.

## Handlung
Der Film setzt 1943 an der Mittelmeerküste ein, wo man die baldige Landung der Amerikaner erwartet. Infolge der Rundfunkansprache Pietro Badoglios vom 8. September, die den Waffenstillstand mit den Alliierten bekanntgibt (siehe Waffenstillstand von Cassibile), halten die Soldaten und Offiziere einer italienischen Garnison den Krieg für beendet. Augenblicklich betrachten die deutschen Truppen ihre bisherigen Verbündeten als Feinde, beschießen sie und nehmen sie gefangen. Davon nichts mitbekommen haben Leutnant Innocenzi und sein Zug, die zu einer Wachablösung unterwegs sind. Von den Deutschen angegriffen, treten sie die Flucht an. Der Zivilist Ceccarelli, der ein Magengeschwür hat und zu seinem Heim in Neapel unterwegs ist, schließt sich ihnen an.
Nachdem Innocenzi seine Männer in zwei konfiszierte Lastwagen steigen lässt, verliert er die Hälfte von ihnen, die sich mit dem zweiten Wagen davongemacht hat. Nach dem Marsch durch einen dunklen Eisenbahntunnel hat sich auch die andere Hälfte von ihm entfernt – nur Ceccarelli ist noch da und klebt  wie eine Klette an ihm. Sie finden Unterschlupf bei Bauern, wo bereits ein Hauptmann seine Uniform gegen Zivilkleidung ausgetauscht hat; Innocenzi tut es ihm gleich. Zwei weitere Flüchtige kommen hinzu, Fornaciari und der Jüngling Codegato. Die Gruppe begegnet bewaffneten Partisanen, denen Innocenzi sich nicht anschließen möchte. Nachts ertappt Innocenzi die übrigen zwei Männer dabei, wie sie Lebensmittel aus Ceccarellis Koffer naschen wollen, spielt sich auf, isst aber mit. Auf dem Verkehrsnetz sind zahlreiche Zivilisten, aber auch desertierte italienische Soldaten unterwegs, die sich nach Süden durchzuschlagen versuchen. Darunter ist die Jüdin Silvia, deren ganze Familie umgebracht wurde, und in die sich Codegato verliebt. Innocenzi nutzt ohne Rücksicht auf den Rest der Gruppe eine Möglichkeit, motorisiert weiterzukommen, als ihn die Müllerin Brisigoni als Fahrer braucht. Nachdem ihr Wagen eine Panne erlitten hat, holen sie ihn wieder ein und sind sehr verärgert, weil sie ihn besorgt gesucht haben. Die Weiterreise der Gruppe in einem Bus wird von zwei deutschen Soldaten aufgehalten, die Silvia als Jüdin suchen. Codegato verhilft ihr zur Flucht und wird erschossen. Bei Fornaciaris Familie angekommen, legen Innocenzi und Ceccarelli einen Zwischenhalt ein. Wie sich herausstellt, hält Fornaciaris Frau den Amerikaner Tobak versteckt. Sie können gerade noch flüchten, bevor Faschisten den Amerikaner und Fornaciari abführen. Bei Innocenzis Vater angekommen, verfliegt die Freude rasch, weil der Vater über seinen Untermieter, einen Major, seinen Sohn wieder bei den faschistischen Truppen unterbringen will. Innocenzi und Ceccarelli nehmen Reißaus. In Neapel, in denen in diesen Tagen der Aufstand gegen die deutsche Besatzung beginnt (siehe Vier Tage von Neapel), geraten sie in deutsche Gefangenschaft. Sie werden gezwungen, Schutt wegzuräumen. Nach einer erfolgreichen Flucht durch eine Kirche gelangt Innocenzi in den Kirchturm. Bald unternimmt Ceccarelli ebenfalls einen Fluchtversuch und wird dabei schwer angeschossen. Innocenzi verlässt seine Deckung und stürmt unter größter Gefahr zu Ceccarelli, der in seinen Armen stirbt. Den Partisanen, die in seiner Nähe ungelenk ein Maschinengewehr aufzustellen versuchen, ist er behilflich, und nimmt von einem Partisanenführer einen Befehl entgegen. Der Film endet damit, dass er die anrückenden deutschen Truppen unter Beschuss nimmt.

## Zum Werk
Der film-dienst urteilte, das Werk habe „das Klima einer neorealistischen Heimkehrkomödie“, oft erheiternd, später tragisch. „Eine wochenschauartige Herrichtung der Kriegslandschaft und die nüchterne Beobachtungsfotografie vervollständigen den Anschein einer Zeitchronik. Aber auf diesem Hintergrund geht der Wechsel von komischen, dramatischen und pathetischen Elementen nicht überzeugend genug vor sich.“ Es gelinge Comencini zwar nicht, diese Elemente zu einem übergreifenden Stil zu vereinigen, doch in Details fessle der Film.